# ハーヴィー・ダン

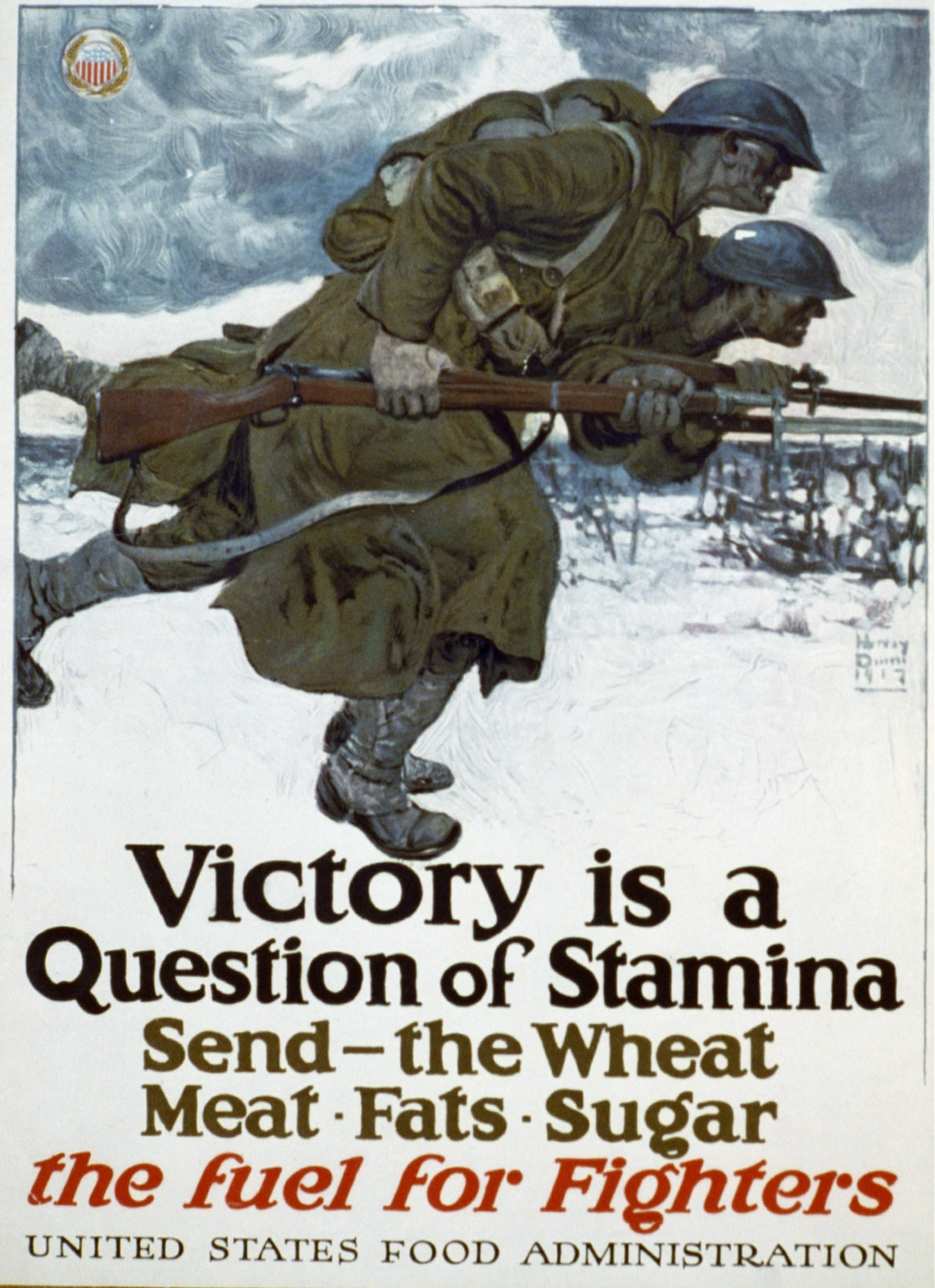
第一次世界大戦への寄付を求めるハーヴィー・ダン作のポスター (1917)

ハーヴィー・ダン（Harvey Dunn、1884年3月8日 - 1952年10月29日）は、アメリカ合衆国の画家、イラストレーターである。第一次世界大戦中に戦争画家として働いたことなどで知られている。

## 略歴
サウスダコタ州のマンチェスターという町の近くの農家に生まれた 。サウスダコタの農業学校で学びエイダ・コールドウェル（Ada Caldwell）という美術教師と知り合い、コールドウェルに才能を見いだされ、その支援を受けてシカゴの美術学校に進んだ。有名なイラストレーターのハワード・パイルの指導を受けるようになり、ブランデーワイン派のイラストレーターの1人として活動した。
ハーヴィー・ダンの作品は人気を得て、1906年にはデラウェア州ウィルミントンにスタジオを開いた。『サタデー・イブニング・ポスト』のような雑誌から注文を受けた。1914年にニュージャージー州バーゲン郡のレオニア（Leonia）に移り、翌年、友人のチャールズ・シェパード・チャップマン（Charles Shepard Chapman: 1879-1962）とイラストレーターのための学校（Leonie School of Illustration）を開いた。
第一次世界大戦が始まると、1917年にプロパガンダのポスターを作成し、1918年にアメリカ外征軍に参加し、フランス西部戦線に派遣された8人のアメリカ外征軍の公式戦争画家の一人になった。ダンは過酷な塹壕戦の情景を描いた。
1919年にニュージャージー州バーゲン郡のテナフライ（Tenafly）に移り、自宅の近くに大きなスタジオを開いた。戦場で経験した暗いイメージを払拭するために商業美術の専念した。レオニアの美術学校の他にニューヨークの美術学校（Grand Central School of Art）でも教えた。ダンの教えた学生にはディーン・コーンウェル（Dean Cornwell）やジョン・クライマー（John Clymer）、ジェラルド・デラノ（Gerard Delano）、バート・プロクター（Burt Proctor）、ハロルド・フォン・シュミット（Harold Von Schmidt）、フランク・ストリート（Frank Street）らがいた。
晩年は、アメリカ中部のグレートプレーンズで暮らす人々の素朴な生活などを描いた。1950年に母親と2人の子供が平原で花を集める様子を描いた「平原は我が庭(The Prairie is My Garden)」が代表作のひとつとされる 。1952年にニューヨークで68歳で亡くなった。

## 作品

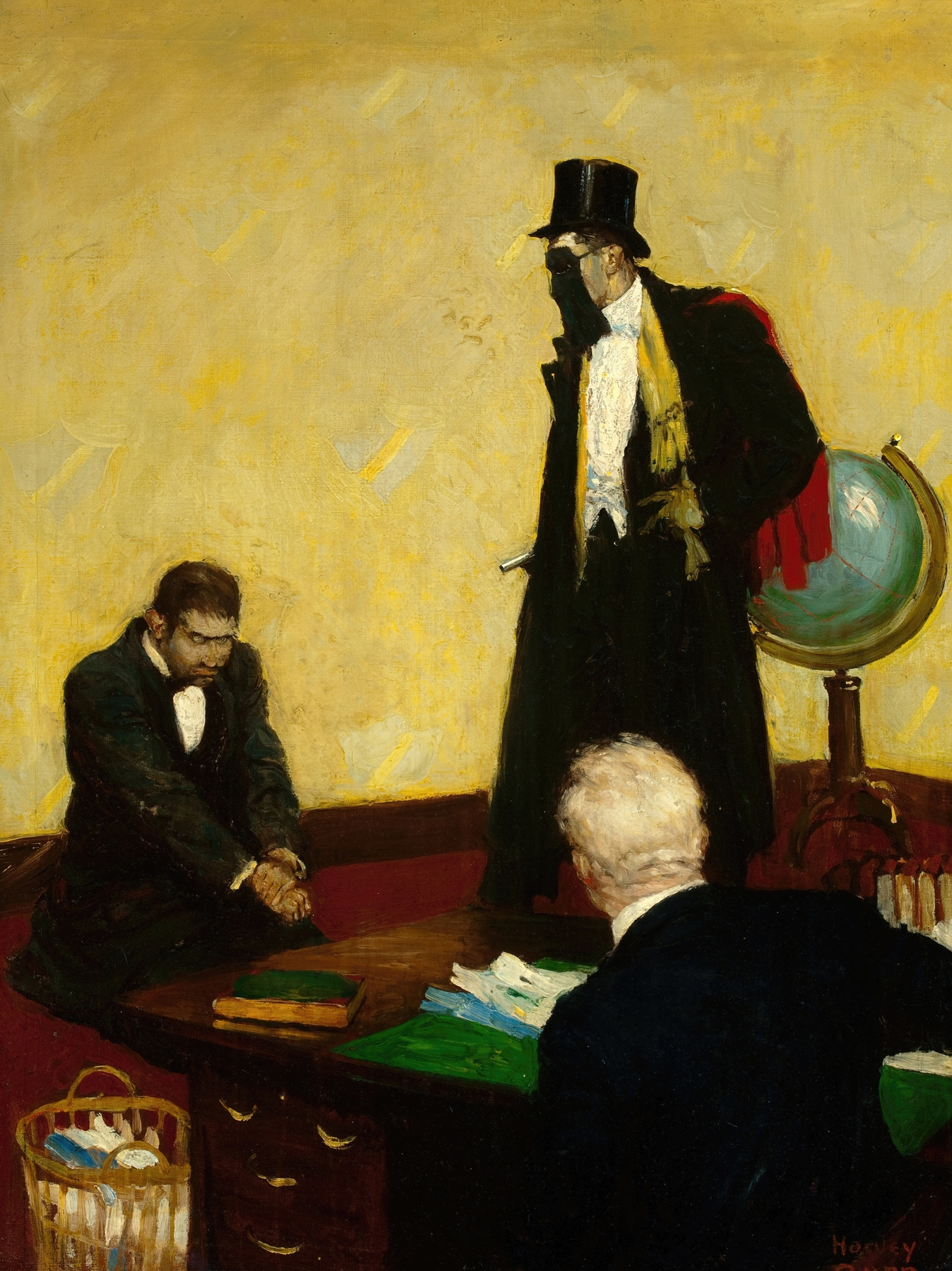
New-Story Magazineの挿絵の原画 (1915)
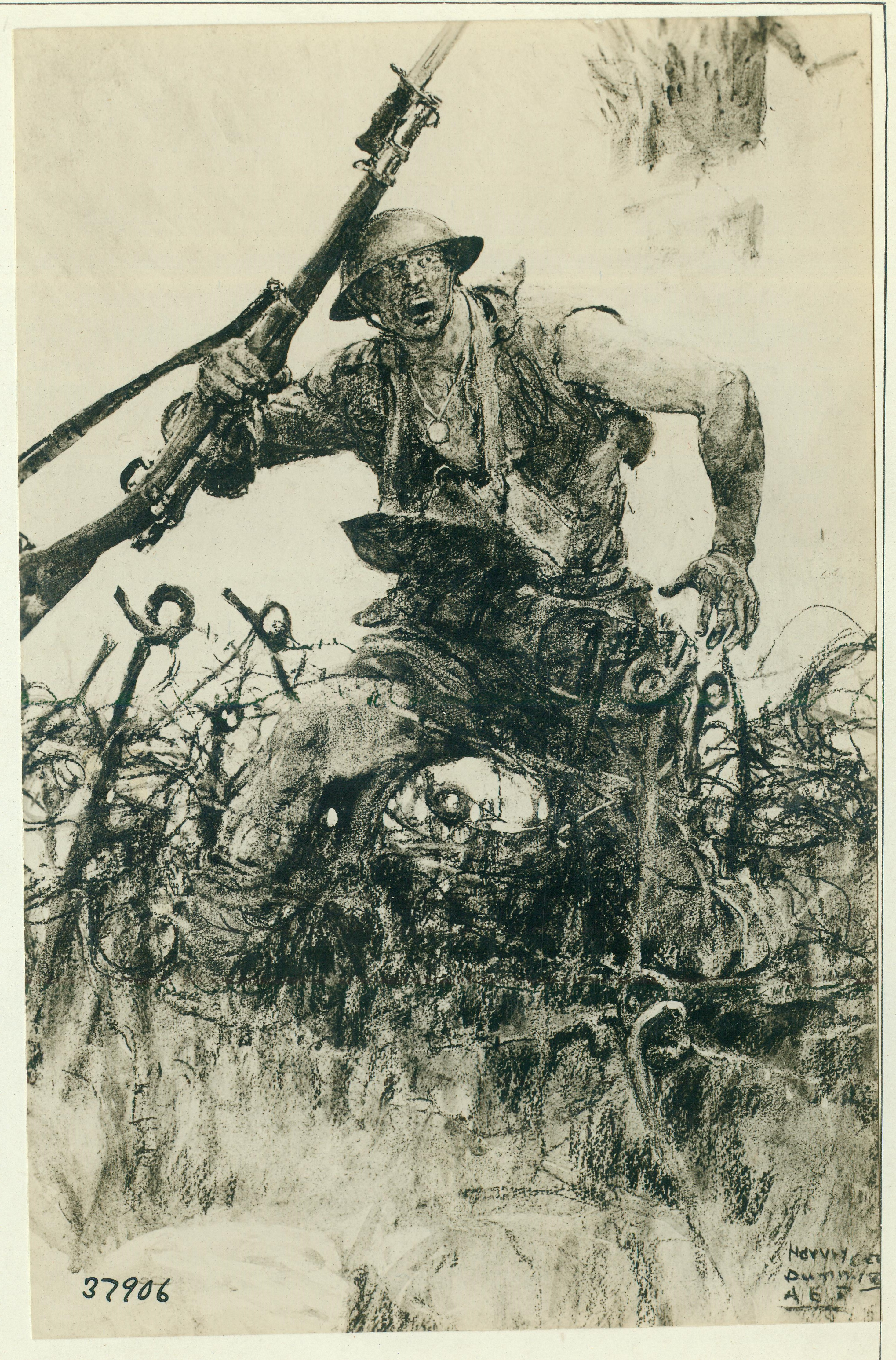
有刺鉄線に絡まりながら戦う米軍歩兵(Doughboy) アメリカ国立公文書記録管理局蔵
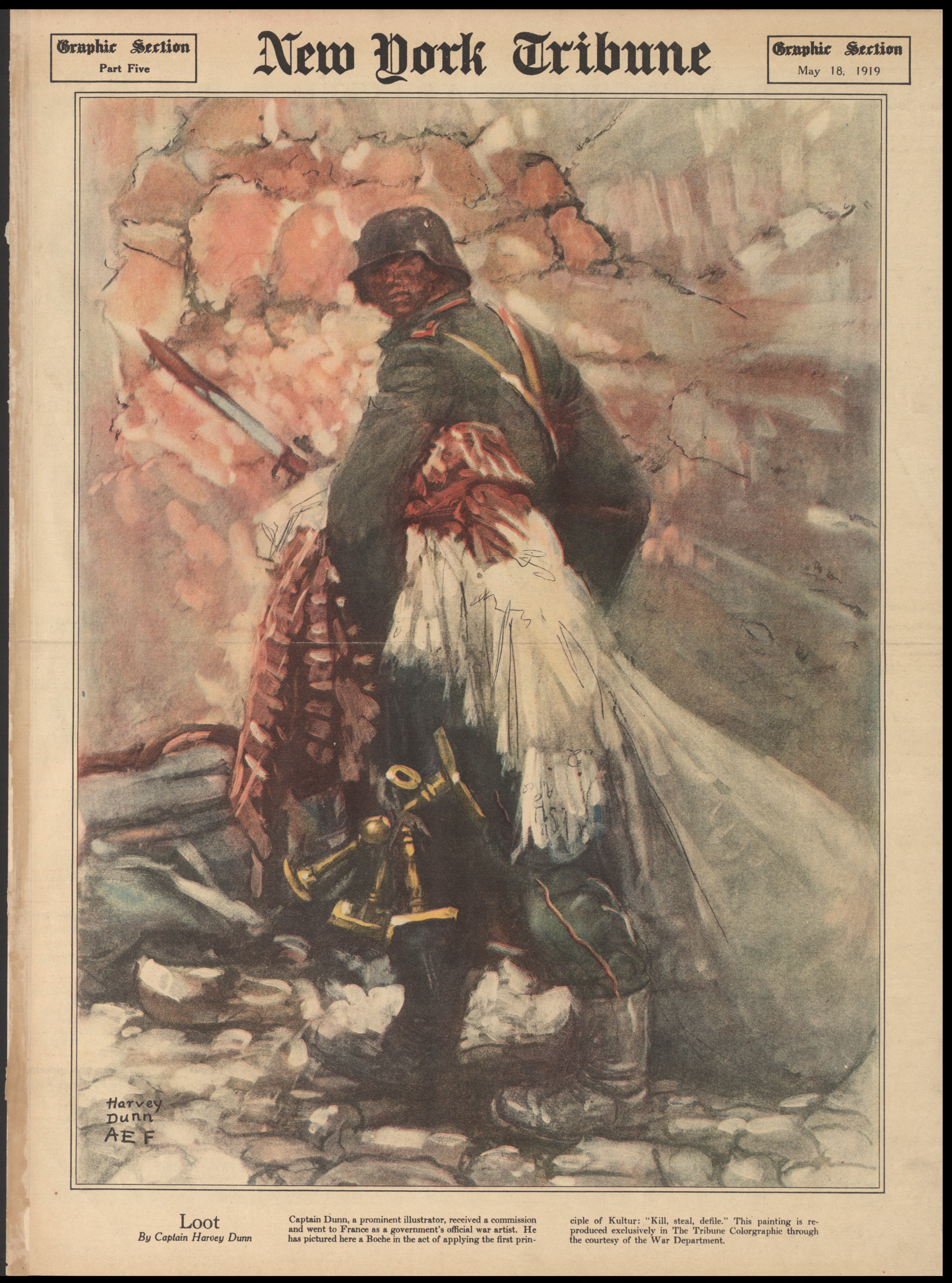
ニューヨーク・トリビューンの挿絵(1919)
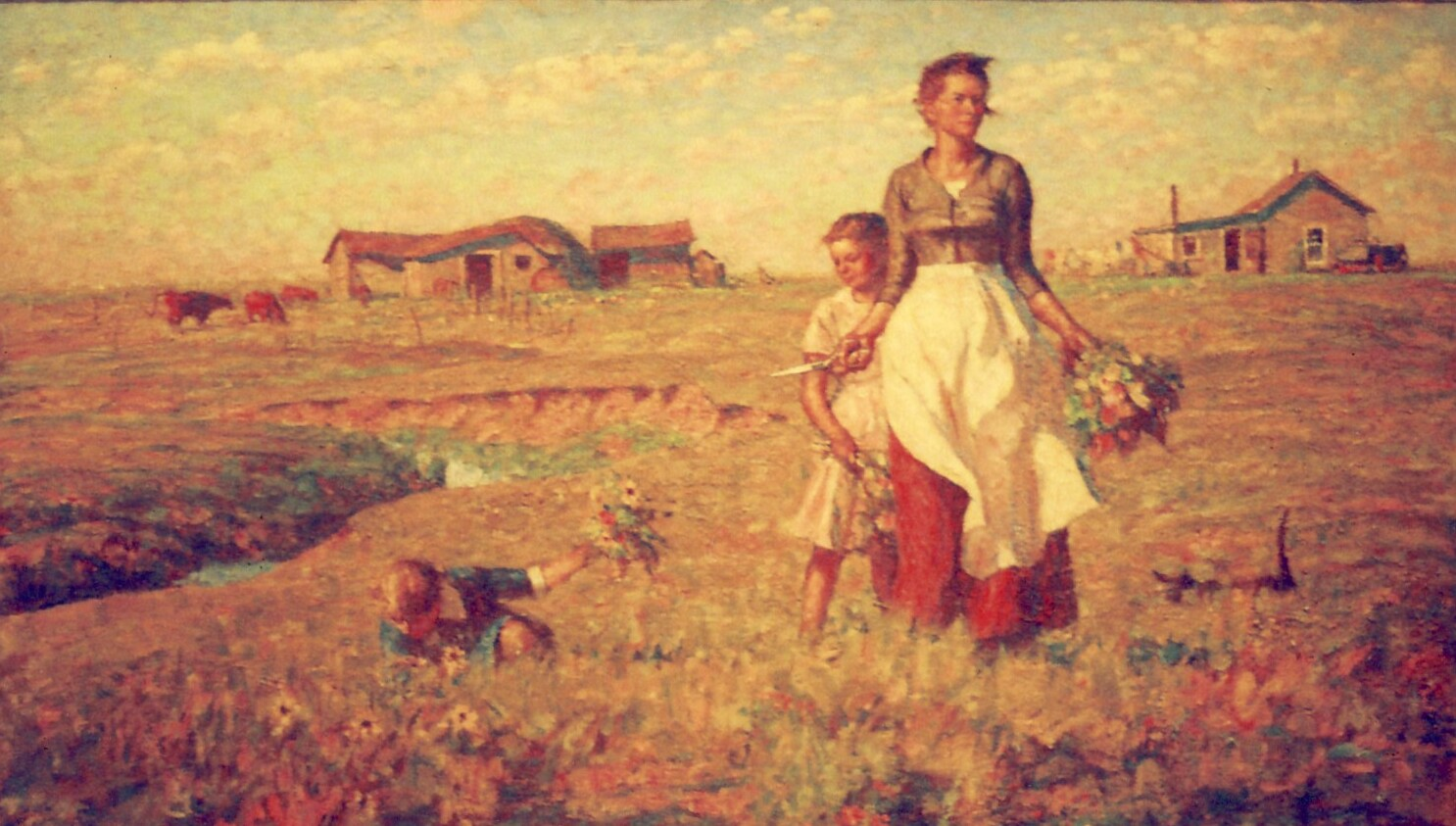
平原は我が庭 (1950)